# 펠릭스 멘델스존
야코프 루트비히 펠릭스 멘델스존 바르톨디(독일어: Jacob Ludwig Felix Mendelssohn Bartholdy, 1809년 2월 3일 ~ 1847년 11월 4일)는 독일의 초기 낭만파 시대의 작곡가, 피아니스트, 오르가니스트, 지휘자이다. 가장 유명한 작품으로는 결혼행진곡이 포함된 『한여름 밤의 꿈』 , 『이탈리아』 및 『스코틀랜드』 교향곡, 오라토리오 『성 바울』과 『엘리야』, 『핑갈의 동굴』 서곡, 성숙기의 바이올린 협주곡, 현악 팔중주곡, 크리스마스 캐럴 『Hark! The Herald Angels Sing』 등이 있다. 또한, 『무언가』는 가장 유명한 독주 피아노 작품이다.
멘델스존의 할아버지는 유대인 철학자 모제스 멘델스존이었으나, 펠릭스는 처음에는 종교적 교육을 받지 않다가 일곱 살 때 개혁 교회에서 세례를 받았다. 어린 시절부터 신동으로 인정받았지만, 부모는 그의 재능을 상업적으로 이용하지 않으려 조심했다. 그의 누이 파니 멘델스존 또한 비슷한 음악 교육을 받았으며, 뛰어난 작곡가이자 피아니스트였다. 파니의 몇몇 가곡은 오빠의 이름으로 출판되었으며, 『부활절 소나타』는 1970년대에 분실 되었다가 재발견된 후 한동안 펠릭스의 작품으로 잘못 인정되기도 했다.
멘델스존은 독일에서 일찍이 성공을 거두었으며, 1829년 『마태 수난곡』 공연을 통해 요한 제바스티안 바흐의 음악에 대한 관심을 되살렸다. 작곡가, 지휘자, 독주자로서 유럽 전역을 여행하며 좋은 평가를 받았으며, 영국을 열 차례 방문하여 주요 작품들을 초연하며 특히 명성을 얻었다. 멘델스존의 보수적인 음악 취향은 프란츠 리스트, 리하르트 바그너, 샤를 발랑탱 알캉, 엑토르 베를리오즈와 같은 동시대 진보적 음악가들과 차별화되었다. 그가 설립한 라이프치히 음악원은 이러한 반(反)급진적 음악관의 요새가 되었다. 19세기 후반과 20세기 초반에 걸쳐 음악적 취향의 변화와 반유대주의로 인해 상대적으로 저평가 되었으나, 그의 창의적 독창성은 재평가 되었으며, 현재 낭만주의 시대에서 가장 인기 있는 작곡가 중 한 명으로 자리 잡았다.

## 생애
펠릭스 멘델스존은 부유한 시민층 계급의 명망이 있는 유대인 가문에서 태어났다. 유명한 철학자인 모제스 멘델스존(Moses Mendelssohn)은 그의 할아버지다. 그의 아버지인 아브라함 멘델스존 바르톨디(Abraham Mendelssohn Bartholdy)는 1804년에 자신의 맏형 요제프의 은행에서 일하게 된다. 어머니인 레아 멘델스존 바르톨디(Lea Mendelssohn Bartholdy)는 살로몬의 제조업 가문 출신이다.
아브라함과 레아는 1804년에 결혼하여 베를린에서 함부르크로 거처를 옮긴다. 1805년에 태어난 펠릭스 멘델스존의 누나인 파니 멘델스존은 음악적 재능을 가졌다고 한다. 다른 남매로는 1811년생인 레베카 디리흘레트(Rebecca Dirichlet), 1812년생인 파울 멘델스존(Paul)이 있다. 아브라함 멘델스존의 모든 자녀들은 1816년 3월 21일에 개신교 목사로부터 개신교의 가정 세례를 받았다. 여기서 바로 펠릭스는 야코프 루트비히라는 세례명을 받게 된다.
1844년 여름에 있었던 멘델스존의 8번째 영국 방문에서 그는 런던에서 다섯 개의 필 하모닉 콘서트를 진행했으며 다음과 같이 썼다. "이 계절은 이전과 같았다. 3주 전에 매일 약속이 채워졌고 나머지 2개월 동안 나는 더 많은 음악을 듣게 되었다." (레베카 멘델스존 바르 톨디에게 보낸 편지, 소덴, 1844년 7월 22일). 계속되는 방문에서 멘델스존은 빅토리아 여왕과 남편 앨버트 왕자를 만났는데, 그는 자신의 음악을 크게 경외했던 작곡가였다.
멘델스존의 오라토리오 엘리야는 버밍엄 트리엔날레 뮤직 페스티벌(Birmingham Triennial Music Festival)에 의해 초대 받아 1846년 8월 26일 버밍엄 타운 홀(Town Hall)에서 초연 되었다. 그것은 영국에서 그의 시간 동안 많은 멘델스존의 작품을 저술하고 번역한 윌리엄 바돌로매에 의해 영어로 번역된 독일어 텍스트로 구성되었다.
1847년 영국을 마지막으로 방문한 멘델스존은 베토벤의 피아노 협주곡 4번 솔로 연주자였으며, 오케스트라와 협연하여 스코틀랜드 교향곡을 연주했다.

## 죽음
멘델스존은 말년에 건강이 악화되었으며, 신경 문제와 과로가 그를 더욱 쇠약하게 만들었다. 영국에서의 마지막 순회 공연 이후 그는 극도로 피로하고 병약해졌으며, 1847년 5월 14일 누이 파니가 사망하자 더욱 큰 충격을 받았다. 불과 6개월도 지나지 않아, 11월 4일 38세의 나이에 멘델스존은 연이은 뇌졸중을 겪은 후 라이프치히에서 유언도 남기지 못한 채 세상을 떠났다. 그의 할아버지 모제스, 누이 파니, 그리고 부모 모두 비슷한 뇌졸중으로 사망한 바 있다.
멘델스존의 장례식은 라이프치히의 파울리너 교회에서 거행되었으며, 그의 유해는 베를린 크로이츠베르크의 드라이팔티히카이츠 묘지 1에 안장되었다. 운구에는 이그나츠 모셸레스, 로베르트 슈만, 닐스 가데가 참여했다. 그는 생전에 한 서신에서 죽음을 "음악이 계속 존재하면서도 더 이상 슬픔이나 이별이 없는 곳"으로 묘사한 바 있다.

## 작품
그의 일생은 실로 작곡과 연주의 연속이었다. 그는 슈베르트와 같은 생활의 고통이 없이 비상한 재능을 충분히 발휘할 수 있었는데, 그것이 작품상에 나타나, 명쾌하고도 아름다운 음악이 되었다. 그는 색채적이며 우아한 낭만적인 작품을 많이 남겼는데, 그의 바이올린 협주곡은 베토벤·브람스의 곡과 함께 3대 바이올린 협주곡으로 손꼽힌다. 그의 유명한 작품은 바흐의 고전 음악 연구에서 배워 얻은 바가 많고, 바흐를 세상에 소개한 공적은 실로 크다. 그는 낭만파의 선구자로, 신고전파의 길을 지시한 것으로서, 음악 사상 중요한 위치를 차지한다.

### 스타일

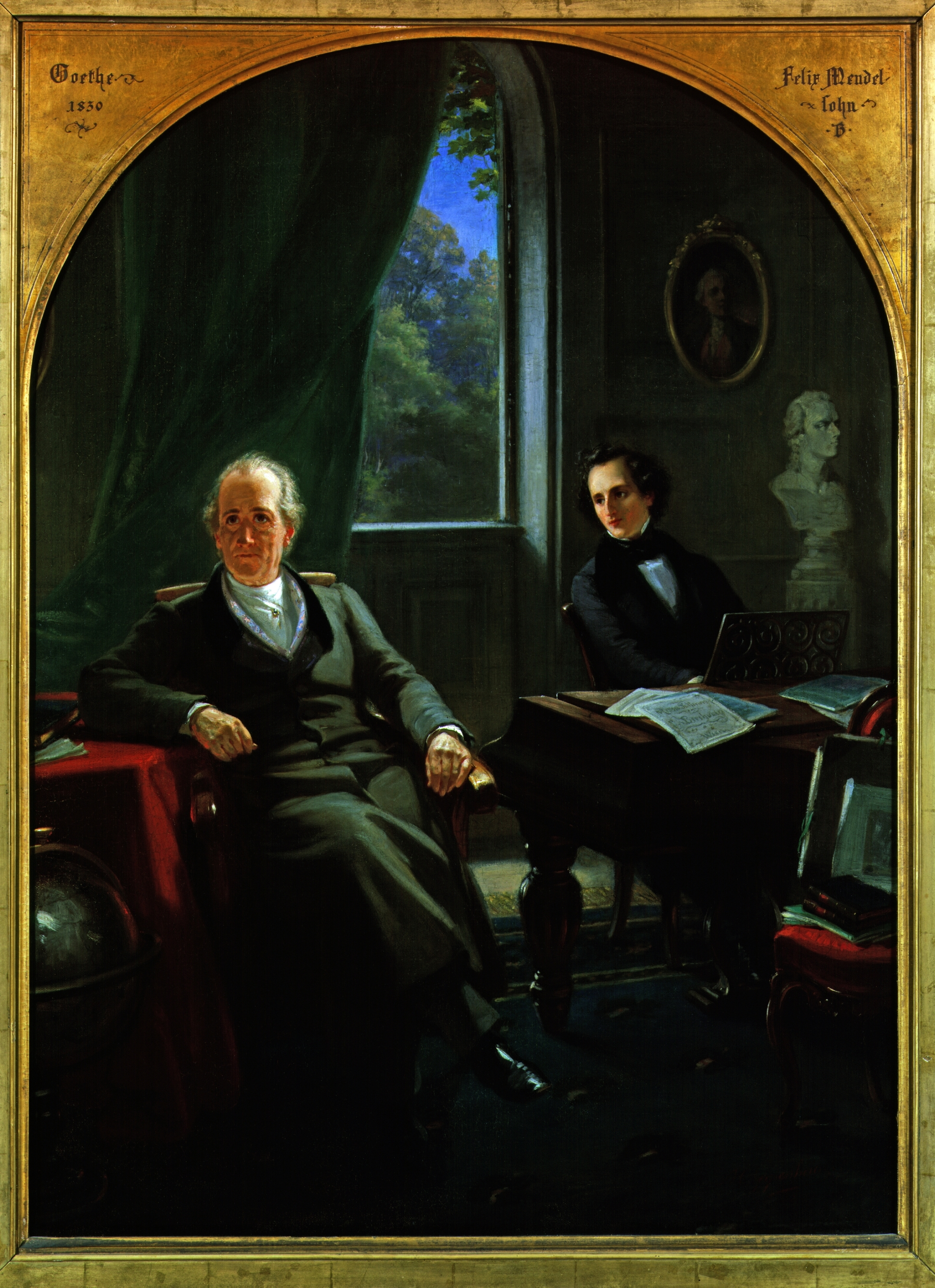
괴테와 시간을 보내는 멘델스존. 모리츠 오펜하임, 1864년 작.

멘델스존은 음악에 대한 자신의 명확한 비전을 강하게 고수했다. 그의 『무언가』를 가사곡으로 변형하자는 한 서신의 제안에 대해 그는 "내가 사랑하는 음악이 내게 표현하는 것을 말로 옮길 수 없는 것은 그것이 너무 막연해서가 아니라, 오히려 너무 명확하기 때문이다"라고 답했다.
로베르트 슈만은 멘델스존을 두고 "그는 19세기의 모차르트이며, 가장 빛나는 음악가로, 시대의 모순을 가장 명확히 꿰뚫어보고 이를 처음으로 조화롭게 만들었다"고 평가했다. 이러한 평가는 멘델스존의 작곡 스타일과 과정의 두 가지 특징을 강조한다. 첫째, 그의 음악은 철저한 기술적 숙련과 선대 대가들의 스타일에 대한 해석에서 비롯되었으며, 베토벤과 베버의 초기 낭만주의 요소를 인식하고 발전시키기도 했다. 역사학자 제임스 개럿은 "멘델스존이 초기 음악과의 관계를 깊이 중시한 것은 그의 경력 초기부터였다"고 설명한다. 멘델스존 본인도 이 접근 방식을 인정했으며, 괴테와의 만남에서 그는 "매일 아침 한 시간 동안 위대한 작곡가들의 작품을 연대 순으로 연주하며 음악 발전에 대한 설명을 했다"고 기록했다. 둘째, 그는 새로운 음악 형식이나 더 이국적인 오케스트레이션을 도입하기보다는 자신이 계승한 음악적 유산을 재해석하고 강화하는 데 더 관심을 가졌다. 이러한 점에서 그는 바그너, 베를리오즈, 리스트와 같은 당대의 급진적인 음악가들과 상당히 다른 길을 걸었다. 그는 리스트의 피아노 기교를 존경했지만, 그의 음악을 유치하다고 평가했으며, 베를리오즈는 "멘델스존은 예전의 음악을 지나치게 깊이 연구했다"고 평하기도 했다.
음악학자 그렉 비터칙(Greg Vitercik)은 "멘델스존의 음악은 도발적 성격을 띠는 경우가 드물지만, 초기 작품에서부터 나타난 그의 양식적 혁신은 고전적 형식과 낭만주의적 감성 간의 모순을 해결했다"고 평가했다. 그는 고전주의 전통에서 발전부에서 재현부로의 전환이 감정적 절정을 이루는 반면, 낭만주의 작곡가들은 재현부 이후에 감정적 절정을 배치하려 했다고 분석했다. 멘델스존은 이러한 문제를 해결하기 위해 형식적 요소의 균형을 변화 시키는 방식으로 접근했으며, 재현부를 단순한 반복이 아니라 조화적으로 변형하여 논리적인 흐름을 유지했다.
음악학자 리처드 타루스킨(Richard Taruskin)은 멘델스존이 일찍이 비범한 기량을 보였지만, 그의 스타일은 본질적으로 보수적이었다고 평가했다. 그는 "멘델스존은 혁신을 내세우기보다 이미 확립된 고전적 형식을 충실히 따랐으며, 그의 낭만주의는 비교적 전통적이고 객관적인 음악적 회화주의로 표현되었다"고 설명했다.

## 주요 작품

### 오페라
- 카마초의 결혼식 작품번호 10(1825)
- 병사들의 연애 사건(1820~30)
- 낯선 이의 귀환 작품번호 89(1829)

### 교향곡
- 1번 다단조 작품번호 11(1824)
- 2번 내림 나장조 작품번호 52(1840)
- 3번 가단조 ‘스코틀랜드’ 작품번호 56(1829~42)
- 4번 가장조 ‘이탈리아’ 작품번호 90(1833)
- 5번 라조 ‘종교개혁’ 작품번호 107 (1830)

### 관현악 서곡
- 트럼펫 서곡 다장조 작품번호 10(1826)
- 헤브라이스 제도(또는 핑갈의 동굴) 서곡 나단조 작품번호 26(1830)
- 고요한 바다와 즐거운 항해 서곡 라장조 작품번호 27(1832)
- 아름다운 멜뤼진 서곡 바장조 작품번호 32(1834)
- 뤼이 블라스 서곡 다단조 작품번호 95(1839)

### 부수음악
- 한여름 밤의 꿈(서곡-1826, 나머지-1842)

### 협주곡

#### 피아노 협주곡
- 피아노 협주곡 0번 가단조(1822)
- 피아노 협주곡 1번 사단조 작품번호 25(1831)
- 피아노 협주곡 2번 라단조 작품번호 40(1837)
- 피아노 협주곡 3번 마단조 (단편, 1844)
- 화려한 기상곡 나조 작품번호 22(1826)
- 화려한 론도 내림 마장조 작품번호 29(1834)

#### 바이올린
- 라단조(1822)
- 마단조 작품번호 64(1844)

#### 바이올린과 피아노
- 이중 협주곡 라단조(1823)

#### 두 대의 피아노
- 내림 가장조(1822, 4)
- 마장조(1823)

### 실내악

#### 현악기와 피아노

##### 바이올린
- 소나타 가장조(1820)
- 소나타 바단조 작품번호 4(1823)
- 소나타 바장조(1838)

##### 첼로
- 아사이 트란퀼로 나단조(1835)
- 소나타 1번 내림 나장조(1838)
- 소나타 2번 라장조(1842)

##### 비올라
- 소나타 다단조(1824)

#### 클라리넷과 피아노
- 클라리넷 소나타 내림 마장조(1824)

#### 피아노 3중주
- 다단조(1820)
- 1번 라단조 작품번호 49(1839)
- 2번 다단조 작품번호 66(1845)

#### 클라리넷, 바셋호른과 피아노
- 연주회 소품 1번 바단조 작품번호 113(1832)
- 연주회 소품 2번 라단조 작품번호 114(1833)

#### 피아노 4중주
- 라단조(1821)
- 1번 다단조 작품번호 1(1822)
- 2번 바단조 작품번호 2(1823)
- 3번 나단조 작품번호 3(1824)

#### 현악 4중주
- 12개의 푸가(1821)
- 내림 마장조(1823)
- 1번 내림 마장조 작품번호 12(1829)
- 2번 가단조 작품번호 13(1827)
- 3번 라장조 작품번호 44-1(1838)
- 4번 마단조 작품번호 44-2(1837)
- 5번 내림 마장조 작품번호 44-3(1838)
- 6번 바단조 작품번호 80 (1847)
- 4개의 소품 작품번호 81(1843~7)

#### 현악 5중주
- 1번 가장조 작품번호 18(1826, 32)
- 2번 내림 나장조 작품번호 87(1845)

#### 피아노 6중주
- 라장조 작품번호 110(1824)

#### 현악 8중주
- 내림 마장조 작품번호 20(1825)

### 피아노

#### 소나타
- 1번 마장조 작품번호 6(1825)
- 2번 사단조 작품 사후 번호 105 (1821)
- 3번 내림 마장조 작품 사후 번호 106(1827)

#### 무언가
- 제1권 작품번호 19b(1829~30)
- 제2권 작품번호 30(1833~4)
- 제3권 작품번호 38(1836~7)
- 제4권 작품번호 53(1839~41)
- 제5권 작품번호 62(1842~4)
- 제6권 작품번호 67(1843~5)
- 제7권 작품번호 85(1834~45)
- 제8권 작품번호 102(1842~5)

#### 그 밖의 소품들
- 론도 카프리치오소 마조 작품번호 14(1830)
- 세 개의 환상곡 작품번호 16(1829)
- 환상곡 올림 바단조 작품번호 28(1833)
- 세 개의 전주곡 작품번호 104a(1834)
- 세 개의 카프리스 작품번호 33(1834~35)
- 여섯 개의 전주곡과 푸가 작품번호 35(1832~37)
- 카프리치오 마장조 작품번호 118(1837)
- 엄격 변주곡 작품번호 54(1841)
- 어린이 소품 작품번호 72(1842)
- 세 개의 연습곡 작품번호 104b(1834~38)

### 합창

#### 오라토리오
- 성 바울 작품번호 36(1836)
- 엘리야 작품번호 70(1846)

#### 칸타타
- 첫 번째 발푸르기스 밤 작품번호 60(1843)

#### 반주 합창곡
- 안티고네 작품번호 55(1841)
- 라우다 시온 작품번호 73(1846)

### 가곡
- 6개의 노래 작품번호 19a(1830~4)
- 6개의 노래 작품번호 34(1834~7)
  - 2번이 노래의 날개 위에다.
- 6개의 노래 작품번호 41(1834~8)
- 3개의 노래 작품번호 77(1836)
- 6개의 노래 작품번호 47(1839)
- 3개의 노래 작품번호 84(1831~9)
- 6개의 노래 작품번호 48(1840)
- 6개의 노래 작품번호 50(1837~40)
- 6개의 노래 작품번호 57(1839~43)
  - 5번이 베네치아의 뱃노래(독일어: Venetianisches Gondellied)다.
- 6개의 노래 작품번호 59(1837~43)
- 4개의 노래 작품번호 75(1837~44)
- 6개의 노래 작품번호 71(1842~7)
- 4개의 노래 작품번호 76(1840~7)
- 6개의 노래 작품번호 86(1826~47)
- 6개의 노래 작품번호 99(1841~5)

## 악기
그의 피아노 연주를 위해 멘델스존은 비엔나 피아노 제작자 콘래드 그라프의 악기를 사용했다. 1832 년에 그는 Aloys Fuchs 에게 그라프의 피아노를 사서 베를린에 있는 그의 부모 집으로 배달해달라고 요청했다. 멘델스존은 악기에 매우 만족하여 그라프에서 두 대의 피아노를 주문하기로 결정했다. 하나는 자신을 위한 것이고 다른 하나는 그의 형제의 신부를 위한 것이었다.

## 참고 문헌
- Brown, Clive A Portrait of Mendelssohn, New Haven and London 2003 ISBN 978-0-300-09539-5
- Todd, R. Larry (ed.), Mendelssohn and his World, Princeton 1991 ISBN 0-691-02715-3
- 닐 웬본, 《멘델스존, 그 삶과 음악》(김병화 역, 포노, 2010). ISBN 978-89-93818-15-4